# Monastero di Sant'Elia (Riofreddo)

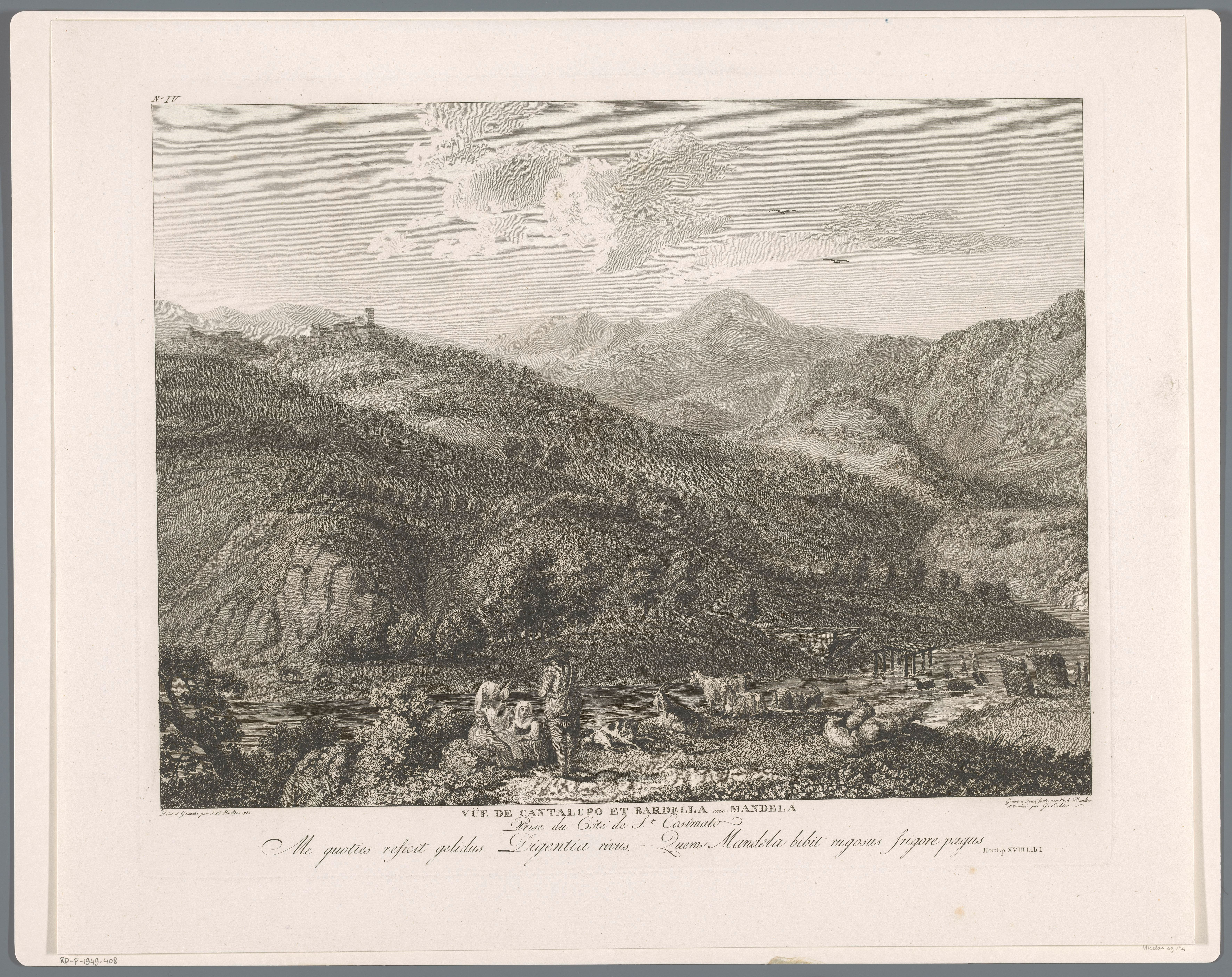
"Vue de Cantalupo er Bardella (Mandela) prise de coté de St. Cosimato" di Jakob Philipp Hackert. Trattasi del panorama da Sancosimato. Monte Sant'Elia è l'ultimo con il campanile del monastero sulla cima.

Il monastero di Sant'Elia, anche eremo di Sant'Elia, era un monastero italiano sorto sull'omonimo monte al confine tra i paesi di Riofreddo e Roviano. I ruderi presenti ricadono però nel territorio comunale di Riofreddo.

## Storia
“Questo è il poco che noi possiamo dire di S. Elia, monte che levasi sul monte di Roviano e domina immensa veduta. Quando di qui a pochi anni non vi sarà più sasso di quel chiostro, e tempietto, si saprà almeno dal curioso viandante, o da chiunque vada investigando sulle carte le perdute memorie - che qualche cosa un giorno vi era, e che qualche cosa pur vi si fece." (Don Vincenzo Anvitti, da l'Album di Roma, 1 Maggio 1858)” 

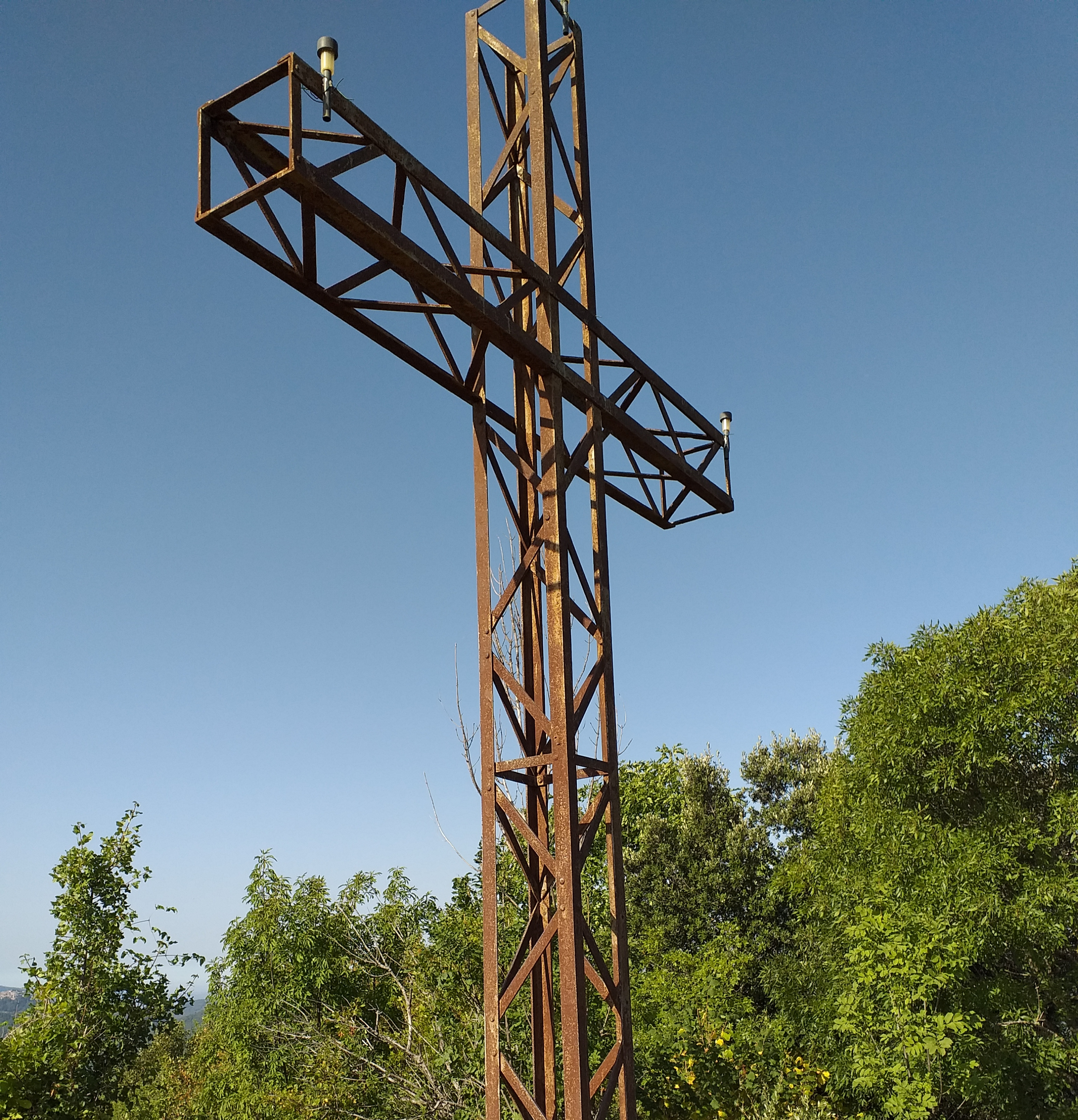
La croce posta nel 1934 sulla cima del monte, dove sorgeva il monastero

La data di edificazione rimane ignota. Secondo una tradizione orale risalirebbe all'arrivo di alcuni monaci orientali durante il regno di Papa Liberio, che avrebbero costruito, tra gli altri, il Monastero di San Giorgio a Riofreddo, ma non ci sono documenti relativi a tale tradizione. I monasteri presumibilmente costruiti da questi monaci orientali quindi invece parrebbero essere stati edificati nel periodo iconoclasta dell'Impero bizantino. La data di edificazione si può attestare quindi allo stesso periodo di tali monasteri (tra l'VIII ed il IX secolo) ma precedente al 1055 quando venne elencato tra i possessi dell'Abbazia di Montecassino: "Castella autem haec [...] S. Eliæ [...]; quorum aliqua olim fuere monasteria, sed a Saracenis destructa, postmodum ad tutionem patriæ necessario facta castella". 
Tradizionalmente si ritiene che il titolare sia Elia, profeta ebraico. Tuttavia, è anche probabile che sia dedicato al monaco calabrese Elia Speleota. 
L'eremo riappare menzionato nello statuto delle terre di Roviano del 1255 dove è proprietà della Chiesa di San Salvatore. Nella confisca dei beni di Bonifacio VIII contro i Colonna, scomunicati, risalente al 14 settembre 1297, in seguito allo schiaffo di Anagni, veniva nominato il solo monte, facendo presupporre l'abbandono temporaneo del monastero. Il territorio passò agli Orsini il 10 settembre 1300 e, in quel periodo, iniziò l'antico pellegrinaggio al monte dai due paesi di Riofreddo e Roviano il 3 maggio per la festa dell'Invenzione della Croce. Nel corso del XIII secolo il monastero perse d'importanza per la presenza dei francescani in zona. Nel 1520 nell'altopiano a sud del monte avvenne una battaglia tra Colonna e Orsini per i feudi di Roviano e Arsoli, in mano agli Orsini. Ascanio Colonna ingaggiò così lo scontro nel territorio di Roviano e, vincendo, fece ritirare gli Orsini fino ad Anticoli Corrado. 
Dal XVI secolo i vescovi della diocesi iniziarono a svolgere visite per verificare lo stato "delle anime e dei beni", come deciso dal Concilio di Trento. Nel 1581 il vescovo Giovanni Andrea Croce riportò che era divenuto proprietà dell'Ospedale della Santissima Annunziata di Riofreddo, il tetto era assente e l'altare era spoglio. Ad aumentare l'abbandono fu la peste del 1656 con la quale i rispettivi paesi persero circa l'80% della popolazione. Nel 1674 il cardinale e vescovo Marcello Santacroce riportò che il monastero era in rovina e che ci abitava solo un eremita. Nel 1699 il vescovo Antonio Fonseca rinvenne la campana presso la chiesa di Santa Caterina a Riofreddo durante i lavori di ristrutturazione del monastero. Però nel 1717 in una seconda visita il vescovo trovò il luogo in abbandono finché nel 1726 venne visitata da lui per l'ultima volta. Rimasta in piedi, venne ancora abitata da un eremita, Felice Borselli, per poi venire rappresentata in due cartine e un'incisione di Jakob Philipp Hackert. Nel 1799 la processione venne spostata ad un'altra chiesa. 
Nel 1934 il parroco Francesco Miconi fece porre sulla cima una croce di ferro ancora presente a ricordo del monastero. Nella notte tra il 13 e il 14 marzo 1980 un dipinto di Sant'Elia proveniente dal monastero e spostata prima nella Chiesa della Madonna dei Fiorentini e poi nel comune venne trafugata assieme ad altri due quadri. 
La storia completa del luogo è possibile ritrovarla nel libretto scritto da Aldo Innocenzi e Luca Verzulli.

## Descrizione
Del monastero rimane una scarsa quantità di ruderi, spesso non visibili per la vegetazione di rovi. Fino a qualche anno fa si ricordava solo uno sperone angolare posto vicino la croce. Negli ultimi anni è stata effettuata una pulizia che ne ha permesso la ricostruzione planimetrica e grafica.

## Escursionismo
Per giungervi è presente un sentiero che parte da Riofreddo, vicino all'ingresso per il castagneto comunale delle Pacetta. Annualmente viene organizzata una passeggiata alla cima, solitamente nell'ultimo finesettimana di agosto.